# Wola Dereźniańska
Wola Dereźniańska – wieś w Polsce położona w województwie lubelskim, w powiecie biłgorajskim, w gminie Biłgoraj.
W latach 1975–1998 miejscowość administracyjnie należała do województwa zamojskiego.
Wieś jest sołectwem w gminie Biłgoraj. Według Narodowego Spisu Powszechnego z roku 2011 wieś liczyła 385 mieszkańców i była trzynastą co do wielkości miejscowością gminy.
Wierni Kościoła rzymskokatolickiego należą do parafii św. Marii Magdaleny w Biłgoraju.

## Części wsi
| SIMC    | Nazwa    | Rodzaj    |
| ------- | -------- | --------- |
| 0886386 | Terespol | część wsi |
| 0886392 | Wyspa    | część wsi |

## Historia

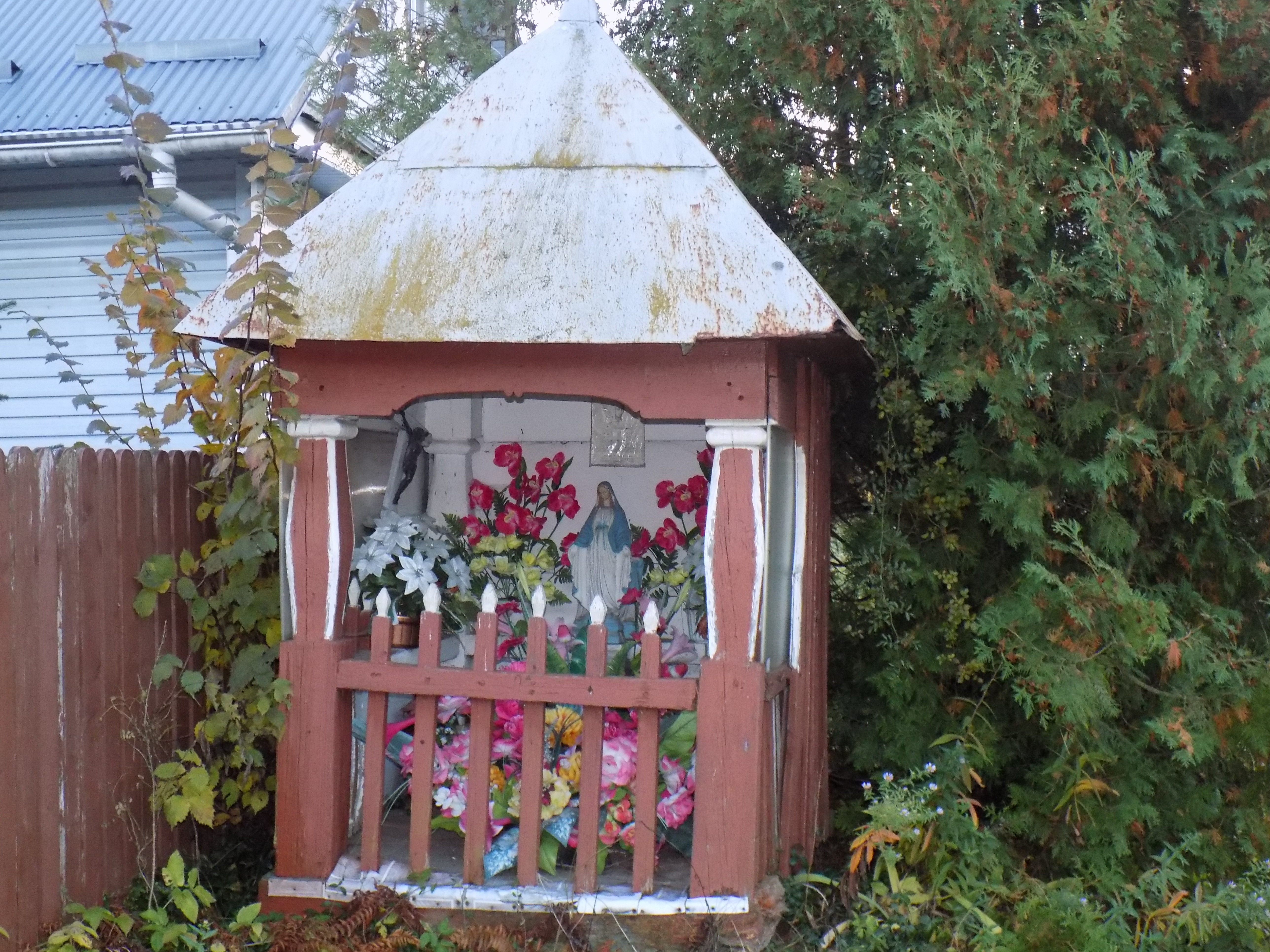
Kapliczka

Położona w okolicy Dereźni. W XIX wieku wieś była dużym ośrodkiem garncarskim. Rynkiem zbytu dla garncarzy były m.in.: Biłgoraj, Frampol, Szczebrzeszyn, Zwierzyniec, Tarnogród, Turobin, Zwierzyniec, Józefów. Garncarstwo zapoczątkował tutaj w 1920 r. Franciszek Kmieć. Sprowadził on do wsi Jana Bienia, który wybudował piec garncarski i zabrał się do pracy. W 1937 r. Bień przeniósł się do Soli. W 1939 r. pracowało tu 5 garncarzy (Franciszek Kmieć, Jan i Józef Bieniowie-synowie Jana, Józef Pawelczuk, Józef Rzeźnik). Po wojnie w 1948 r. już tylko 2, a mianowicie Jan i Józef Kmieciowie. Ochotnicza Straż pożarna powstała tu w roku 1966. Jej inicjatorem był Józef Pałubski. Koło wsi jest kościółek pod wezwaniem Miłosierdzia Bożego, zbudowany w latach 80. Naprzeciwko została wybudowana szkoła podstawowa, która istnieje do dziś.

## Szlaki turystyczne
Rowerowy Szlak im. Józefa Złotkiewicza